# طول موج کامپتون
طول موج کامپتون(به انگلیسی: Compton wavelength) یک خاصیت مکانیک کوانتمی برای ذرات است.  که برای توضیح پدیده کامپتون به وجود آمد.  این طول موج برابر طول موج فوتونی است که انرژی آن برابر جرم سکون ذره باشد.
طول موج کامپتون یک ذره(λ) از فرمول زیر به دست می‌آید
{\displaystyle \lambda ={\frac {h}{mc}}\ }
که در آن h ثابت پلانک, m جرم سکون، و c سرعت نور است. این فرمول خودش را مشتق فرمول اصلی آن نشان می‌دهد
این مقدار برای الکترون برابر است با (۲٫۴۲۶۳۱۰۲۱۷۵±۳۳)×۱۰−۱۲ متر. ذرات دیگر طول موج کامپتون متفاوتی دارند